# Жозеф-Дезіре Жоб
Жозе́ф-Дезіре́ Жоб (фр. Joseph-Désiré Job, нар. 1 грудня 1977, Венісьє, Франція) — колишній камерунський футболіст, що грав на позиції нападника.
Виступав за національну збірну Камеруну.

## Клубна кар'єра
У дорослому футболі дебютував 1996 року виступами за команду клубу «Ліон», в якій провів три сезони, взявши участь у 40 матчах чемпіонату.
Протягом сезону 1999—2000 захищав кольори команди клубу «Ланс».
Своєю грою за останню команду привернув увагу представників тренерського штабу клубу «Мідлсбро», до складу якого приєднався 2000 року. Відіграв за клуб з Мідлсбро наступні шість сезонів.
Згодом з 2002 по 2010 рік грав у складі команд клубів «Мец», «Аль-Іттіхад», «Седан», «Ніцца», «Аль-Харітіят» та «Діярбакирспор».
Завершив професійну ігрову кар'єру у клубі «Льєрс», за команду якого виступав протягом сезону 2010—2011.

## Виступи за збірну
1997 року дебютував в офіційних матчах у складі національної збірної Камеруну. Протягом кар'єри у національній команді, яка тривала 15 років, провів у формі головної команди країни 52 матчі, забивши 8 голів.
У складі збірної був учасником чемпіонату світу 1998 року у Франції, Кубка африканських націй 1998 року в Буркіна Фасо, Кубка африканських націй 2000 року в Гані та Нігерії, здобувши того року титул континентального чемпіона, розіграшу Кубка конфедерацій 2001 року в Японії та Південній Кореї, чемпіонату світу 2002 року в Японії та Південній Кореї, розіграшу Кубка конфедерацій 2003 року у Франції, де разом з командою здобув «срібло», Кубка африканських націй 2008 року в Гані, де разом з командою здобув «срібло».

## Титули і досягнення
- Володар Кубка Футбольної ліги (1):

«Мідлсбро»: 2004
- Переможець Кубка африканських націй: 2000
- Срібний призер Кубка африканських націй: 2008